# 미세아교세포

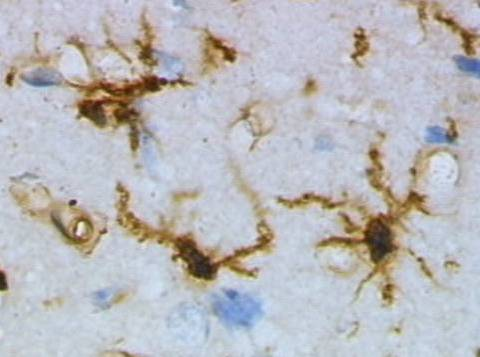

미세아교세포(微細阿膠細胞, 영어: microglia)는 신경아교세포의 한 형태로 뇌와 척추 전역에 분포되어 있으며, 뇌에 있는 모든 세포 중의 10-15%를 차지한다. 중추신경계통에 있는 면역계에서 가장 중요한 역할을 하며, 최근 연구 결과에 의하면 미세아교세포는 건강한 상태에서 정상적인 뇌의 기능에서 핵심적인 역할을 하는 것으로 밝혀졌다.

## 같이 보기
- 배엽에서 유래된 사람 세포 유형 목록
- 사람 세포 유형 목록